# شهرستان کردامیر
کُردامیر (به لاتین: Kürdəmir) نام بخشی است در مرکز جمهوری آذربایجان. این بخش وسعتی بالغ بر ۱۶۳۲ کیلومتر مربع و جمعیتی در حدود ۹۴۲۰۰ نفر دارد.

## اقتصاد
اقتصاد این بخش بر پایه کشاورزی و دامداری استوار است و محصولاتی از قبیل پنبه، انگور، محصولات باغی، دام و طیور از تولیدات این بخش است. همچنین به سبب وجود تاکستان‌های زیاد در این بخش، صنعت شراب سازی نیز در این بخش وجود دارد.

## آموزش
در کرد امیر مراکز تحصیلی معتبری وجود دارد. از جمله مدارس ابتدایی و متوسطه و همچنین دارای کتابخانه‌های مجهز، جهت استفاده عموم است.

## آب و هوا
آب و هوای کرد امیر معتدل و ملایم است.